# Église du Sacré-Cœur de Tepa
L'église du Sacré-Cœur est une église catholique française, située à Tepa (Wallis-et-Futuna) dans le diocèse éponyme.

## Historique et architecture
Bâtie en 1991, l'église se caractérise par son architecture originale car elle reproduit la forme d'un phare.